# کناردینگتون
کناردینگتون (به انگلیسی: Kenardington) یک روستا و محله مدنی در بریتانیا است که در Ashford واقع شده‌است. کناردینگتون ۷٫۴۷ کیلومتر مربع مساحت و ۲۴۷ نفر جمعیت دارد.